# Карндона
Карндона (на английски: Carndonagh; на ирландски: Carn Domhnach) е град в северната част на Ирландия, графство Донигал на провинция Ълстър. Разположен е на полуостров Инишоуен на около 20 km от границата със Северна Ирландия. Имал е жп гара от 1 юли 1907 до 2 декември 1935 г. Карндона е най-северният град на Ирландия. Населението на града е 1923 жители от преброяването през 2006 г.